# John Rocque
John Rocque (à l’origine Jean, né avant 1709 et mort en 1762) est un topographe et cartographe du XVIIIe siècle. Il émigra pour l’Angleterre en 1709 avec ses parents, des Huguenots français. Il devint parrain en 1728, ce qui prouve qu’il avait au moins 21 ans à l’époque.
Rocque est éditeur-imprimeur à la fois d'estampes, de livres et surtout de cartes. Il travaillait avec une équipe de graveurs et de cartographes.
Il est aujourd’hui principalement réputé pour la carte qu’il réalisa de Londres. Il entama ce travail en 1737 et le publia en 1746 : elle se présente sous la forme de vingt-quatre grandes estampes collées entre elles bord à bord. Il s’agissait, et de loin, de la carte londonienne la plus détaillée pour l’époque, et elle conserve aujourd’hui une grande valeur historique pour connaître la topographie de cette ville au début du XVIIIe siècle.

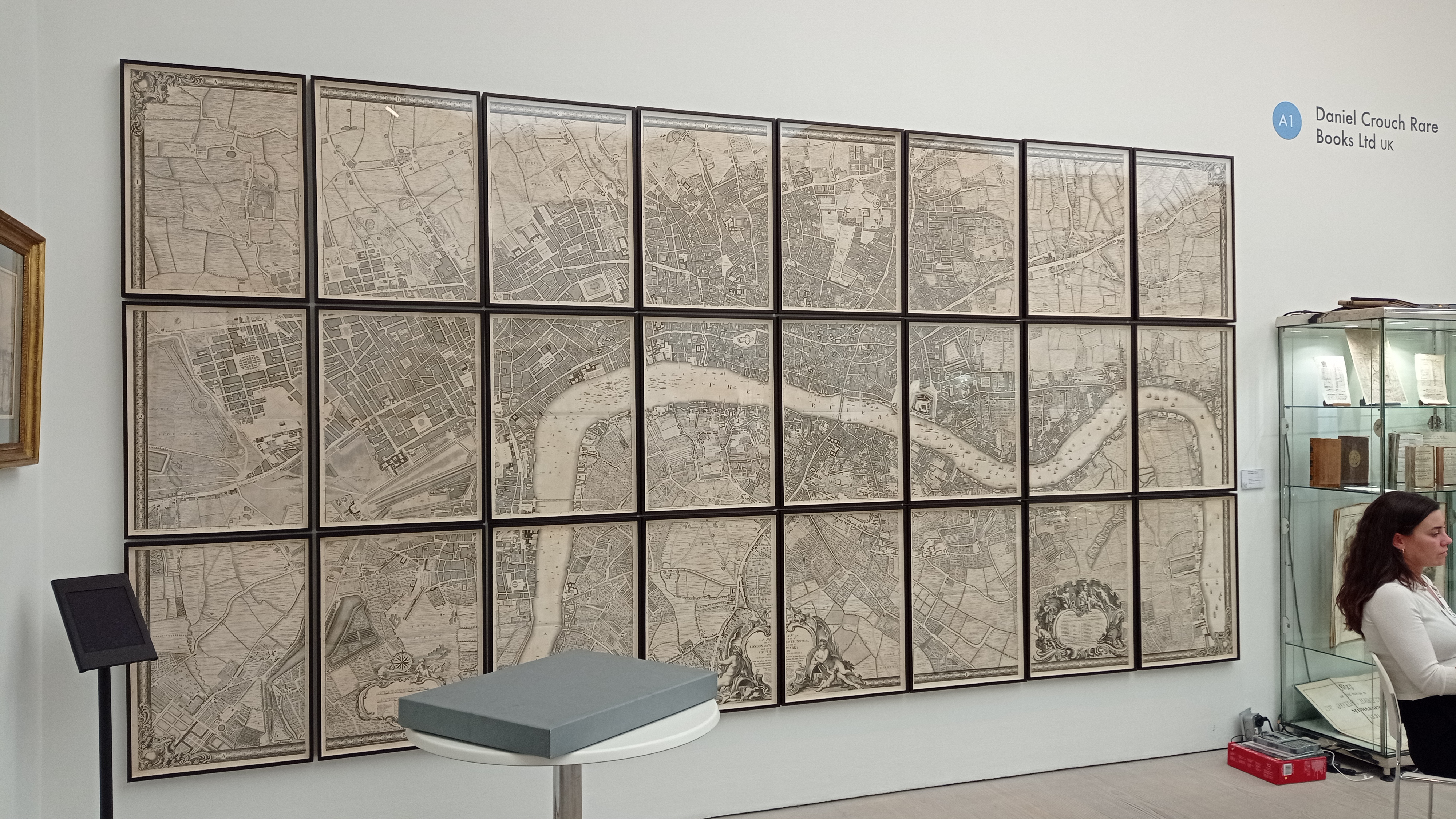
Un exemplaire de la carte de Londres de John Rocque.

Il produisit des cartes de nombreux domaines anglais, et la carte de la ville de Dublin en 1756.
En 1751, Frédéric de Galles le prit sous sa protection.
Il se maria deux fois. Après sa mort en 1762, sa seconde épouse continua son commerce.